# 孔靖
孔靖（347年—422年），字季恭，会稽郡山陰县人。東晉末年及南朝宋初年官員，其祖父為東晉初年官員孔愉。

## 生平
孔靖初獲會稽郡察為孝廉，历任功曹史、著作佐郎、太子舍人、镇軍司馬。任司徒左西掾時因要守母喪而没有就任，不過他就在隆安五年（401年）服喪期間獲任命为建威将軍、山陰令，這次他也没有就任。孫恩之乱時，北府將領劉裕領兵鎮壓，故此多次來到會稽，而孔靖當時就奉迎禮待他，給了他很豐厚的禮品物資。後來一次，劉裕再因孫恩作亂而到會稽，他眼見朝中主政的桓玄簒奪野心已經显露，遂计划在山陰县起兵。孔靖认为山陰县离建康遠，桓玄还没有登極，反建議刘裕等到桓玄正式做了簒奪之事，罪惡已多之時才在京口起兵，認為成事的機會很高。劉裕亦听从孔靖的意見。
元興三年（404年），劉裕於京口起兵討時已篡位稱帝的桓玄，果然獲得成功，桓玄兵敗沿江西上，劉裕遂在建康奉武陵王司馬遵承制行事，即授孔靖會稽內史。桓玄所任命的征東將軍、會稽內史是虞嘯父，當初孔靖自求當其府司馬但不果，而這回孔靖回會稽後便立即叩門將任命之事告知嘯父，並命人打掃別齋以任入住。嘯父得知桓玄敗了就極為恐懼，立即開門請罪，孔靖就加以慰問，並讓他暫時仍住於府中，至翌日早上才遷出﹕。孔靖上任後，為政以實際為先，杜絕浮華之政，懲罰遊樂懶惰行為，於是境內盜賊哀衰敗斂跡。
後來孔靖受徵入朝任侍中，領本國中正，後轉任琅琊王司馬德文的大司馬司馬，不久又改任吳興太守，加冠軍將軍號。孔靖原本獲升任尚書右僕射，但他讓，於是在義熙八年（412年），孔靖以督五郡諸軍事、征虜將軍、會稽內史重返會稽，下令重修學校，並督促教學。義熙十年（414年），孔靖再獲召為尚書右僕射，加散騎常侍，但他再次不接受，不久就改授領軍將軍，加散騎常侍，本州大中正。義熙十二年（416年），孔靖退休，拜金紫光祿大夫，加散騎常侍。不過那一年劉裕率兵北伐後秦，孔靖自求隨軍，於是又任太尉軍諮祭酒、後將軍。滅後秦後，劉裕進相國，孔靖亦隨而轉為相國軍諮祭酒。劉裕班師後以十郡建宋國，建宋臺，本以孔靖為宋國尚書令，加散騎常侍，但孔靖不受，於是改任侍中、特進、左光祿大夫。
孔靖及後因事東歸，劉裕在戲馬臺為他餞行，劉裕僚屬們都賦詩稱述孔靖。永初元年（420年）劉裕篡位，加孔靖開府儀同三司，但孔靖一直辭讓，始終不受。永初三年（422年）4月，孔靖去世，享年七十六歲，贈侍中、左光祿大夫、開府儀同三司。

## 家庭

### 父
- 孔誾

### 子女
- 孔山士，歷任侍中、會稽太守。
- 孔灵符，官至會稽太守，被宋前廢帝所殺
- 孔灵运，著作郎
- 孔道穰，尚書駕部郎。

## 延伸阅读
[在维基数据编辑]
 《宋書·卷54》，出自沈约《宋书》
 《南史/卷27》，出自李延壽《南史》